# 1994
| 1994                                                                     |
| ------------------------------------------------------------------------ |
| Dødsfald - Fødsler                                                       |
| • Begivenheder • Film • Litteratur • Musik • Politik • Sport • Videnskab |

| Gregoriansk kalender | 1994 MCMXCIV            |
| Ab urbe condita      | 2747                    |
| Armensk kalender     | 1443 ԹՎ ՌՆԽԳ            |
| Kinesiske kalender   | 4690 – 4691 癸酉 – 甲戌 |
| Etiopisk kalender    | 1986 – 1987             |
| Jødisk kalender      | 5754 – 5755             |
| Hindukalendere       |                         |
| - Vikram Samvat      | 2049 – 2050             |
| - Shaka Samvat       | 1916 – 1917             |
| - Kali Yuga          | 5095 – 5096             |
| Iransk kalender      | 1372 – 1373             |
| Islamisk kalender    | 1415 – 1416             |

Regerende dronning i Danmark: Margrethe 2. 1972-2024
Se også 1994 (tal)

## Begivenheder

### Januar
- 1. januar – NAFTA træder i kraft, hvorved der indføres et toldfrit område bestående af USA, Canada og Mexico.
- 1. januar – Hjemmeservice-ordningen træder i kraft, så private kan få tilskud på 65 kr./t til blandt andet rengøring.
- 6. januar – Den amerikanske skøjteløber Nancy Kerrigan, favorit til det amerikanske mesterskab, bliver overfaldet under træningen og får slået knæet med en kølle. Det viser sig at være en konkurrent, som står bag overfaldet.
- 17. januar – Los Angeles i Californien, USA, bliver ramt af et voldsomt jordskælv målt til 6,6 på Richterskalaen

### Februar
- 9. februar - de bosniske serbere indvilger i våbenhvile

### Marts
- 28. marts - ved valget i Italien vinder højrepartiet Frihedsalliancen, ledet af mediemagnaten og milliardæren Silvio Berlusconi

### April
- 3. april – Coasteren MS Hela bordes af politiet i Helnæsbugten. Lasten er et større parti hash.
- 5. april - Kurt Cobain dør i sin garage i Seattle. Han bliver fundet 3 dage senere
- 5. april -  en 35-årig sindsforvirret mand dræber to og sårer to andre kvindelige studerende på Aarhus Universitet, og begår derefter selvmord
- 6. april – Rwanda's præsident Habyarimana bliver dræbt og 100 dage med næsten en million drab begynder. Det var Interahamwe (hutuer) der dræbte tutsier
- 12. april - seks vandboringer i Sønderjylland lukkes omgående, da der findes store mængder af sprøjtegiften atrazin i vandet
- 15. april - mere end 120 lande underskriver den nye GATT -aftale om en liberalisering af verdenshandelen efter 7 års forhandlinger, der startede i Uruguay i 1986
- 29. april - i Mombasa Havn, Kenya sejler en færge ind i molen. Mere end 300 omkommer
- 29. april - en dansk kampvognseskadron bliver under Krigen i Bosnien-Hercegovina beskudt af bosnisk-serbiske styrker og besvarer ilden under Operation Bøllebank

### Maj
- 1. maj - racerkøreren Ayrton Senna forulykker med 309 km/t på Imola banen og mister livet
- 4. maj - Det israelske premierminister Yitzhak Rabin og PLO's leder Yasser Arafat (billedet) underskriver en aftale om palæstinensisk selvstyre til Gazastriben og Jeriko
- 6. maj - Elizabeth 2. af Storbritannien og Frankrigs præsident François Mitterrand foretager den officielle åbning af Eurotunnelen
- 10. maj - Nelson Mandela indsættes som Sydafrikas første sorte præsident
- 10. maj - i Italien vender fascisterne, med baggrund i den nyfascistiske Nationalalliance, for første gang siden 2. verdenskrig tilbage som regeringsparti i Silvio Berlusconis koalitionsregering

### Juni
- 28. juni - en brand på færgen mellem Gedser og Rostock koster en 22-årig hollandsk lastbilchauffør livet

### Juli
- 16. juli - Borgerkrigen i Rwanda slutter
- 29. juli – En turist fra Frankrig omkommer, da store dele af Dronningestolen ved Møns Klint styrter ned på stranden

### August
- 14. august - terroristen Ilich Ramírez Sánchez, også kendt som "Sjakalen Carlos", tages til fange

### September
- 18. september - Sverige afholder Riksdagsvalg til Rigsdagen
- 19. september - amerikanske soldater sikrer præsident Jean-Bertrand Aristides' tilbagevenden til Haiti efter at han i tre år har været i eksil.
- 21. september – Folketingsvalg i Danmark, hvor entertaineren Jacob Haugaard indvælges i Folketinget som løsgænger
- 22. september - Sitcom'en Venner starter på NBC
- 23. september - Pest bryder ud i den indiske by Surat
- 24. september - det danske kvindelandshold i håndbold vinder i Berlin EM-finalen over Tyskland med 27-23, og kåres dermed til vindere af det første EM i håndbold
- 27. september - ny EU-kommissær efter Henning Christophersen bliver Ritt Bjerregaard.
- 28. september – MS Estonia synker. 852 dør
- 28. september - USA og Rusland indgår en handels- og bistandsaftale

### Oktober
- 5. oktober - i alt 48 mennesker findes døde - skudt, kvalt eller brændt - i to schweiziske landsbyer - Cheiry og Granges sur Salvan. De tilhørte alle den religiøse sekt “Soltemplets Orden” og formodedes at have begået kollektivt selvmord
- 9. oktober - USA sender tropper og krigsskibe til den Persiske Golf som reaktion på Saddam Husseins koncentration af tropper og kampvogne ved grænsen til Kuwait
- 11. oktober - Dronning Margrethe og Prins Henrik indleder et fire dages officielt besøg i Tjekkiet og Slovakiet
- 12. oktober - I Nordirland erklærer den protestantiske "Combined Loyalist Military Command" (en organisation for protestantiske ekstremistgrupper) en våbenhvile fra midnat
- 16. oktober – Ved EU-afstemningen i Finland stemmes ja til medlemskab fra 1. januar 1995
- 17. oktober – Fredsaftale mellem Israel og Jordan
- 26. oktober - Israels ministerpræsident, Yitzhak Rabin, og Jordans ministerpræsident, Abdul-Salam al-Majali, underskriver en fredsaftale på den israelsk-jordanske grænse, og afslutter dermed 46 års krigstilstand
- 27. oktober - seks personer omkommer ved en eksplosionsulykke på Lindøværftet

### November
- 9. november - et nyt grundstof, darmstadtium, opdages i Darmstadt, Tyskland.
- 11. november - for 30,8 millioner dollars sikrer den amerikanske milliardær Bill Gates sig et illustreret manuskript af Leonardo da Vincis ”Codex Hammer”, hvor forfatteren forudsiger opfindelsen af undervandsbåden og dampmaskinen
- 13. november – ved en folkeafstemning i Sverige stemmer et flertal for svensk medlemskab af EU
- 14. november - Eurotunnelen indvies
- 22. november - en 31-årig bosnier, Refic Saric, idømmes ved Østre Landsret 8 års fængsel for krigsforbrydelser i det tidligere Jugoslavien. I en kroatisk fangelejr var han som overfange med til at øve grov vold mod sine medfanger, hvoraf to døde. Sagen er den første i verden mod en krigsforbryder fra det tidligere Jugoslavien
- 28. november - ved en folkeafstemning siger Norge nej til medlemskab af EU. 52,3 procent siger nej, og 47,7 procent siger ja
- 29. november -  tidligere forskningsminister Svend Bergstein melder sig ud af Centrum-Demokraterne

### December
- 1. december - den engelske regering tilbyder at forhandle om Nordirlands fremtid med Sinn Fein, IRA's politiske afdeling
- 8. december - under en demonstration mod Øresundsbroen anholdes 140 deltagere for hærværk mod entreprenørmaskiner
- 11. december - Rusland invaderer den oprørske Kaukasus-republik Tjetjenien
- 15. december - Palau bliver medlem af FN
- 24. december - Ruslands nye forfatning træder formelt i kraft

### Udateret
- Homoseksuelle kan gifte sig legalt i Sverige.
- Internationalt familieår

## Født

### Januar
- 4. januar – Viktor Axelsen, dansk badmintonspiller
- 18. januar – Troels Boldt Rømer, formand for Ungdommens Røde Kors samt tidligere formand for organisationen Danske Skoleelever
- 21. januar – Emma Sehested Høeg, dansk skuespillerinde.

### Februar
- 1. februar – Harry Styles, britisk sanger.
- 15. februar – Astrid Grarup Elbo, dansk balletdanserinde.
- 16. februar – Ava Max, amerikansk sangerinde.
- 23. februar – Dakota Fanning, amerikansk skuespillerinde.

### Marts
- 1. marts – Justin Bieber, canadisk pop/R&B sanger.
- 12. marts – Christina Grimmie, amerikansk sanger og pianist (myrdet 2016).
- 25. marts – Justine Dufour-Lapointe, canadisk skiløber.
- 26. marts – Niclas Kirkeløkke, dansk håndboldspiller.

### April
- 12. april - Saoirse Ronan, irsk skuespillerinde.
- 23. april - Victoria Carmen Sonne, dansk skuespillerinde.
- 26. april - Victor Lander, dansk komiker.

### Maj
- 14. maj – Pernille Blume, dansk elitesvømmer
- 25. maj - Samed Yeşil, tyrkisk/tysk fodboldspiller.

### August
- 8. august - Mathias Käki Jørgensen, dansk skuespiller.
- 15. august - Lasse Vigen Christensen, dansk fodboldspiller.
- 25. august – Anne Mette Hansen, dansk håndboldspiller.

### September
- 25. september – Thomas Foket, belgisk fodboldspiller.
- 29. september – Marco Ilsø, dansk skuespiller.

### Oktober
- 23. oktober – Nanna Koerstz Madsen, dansk golfspiller.

### December
- 3. december – Jake T. Austin, amerikansk skuespiller.
- 6. december – Giannis Antetokounmpo, græsk basketballspiller.
- 8. december – Raheem Sterling, engelsk fodboldspiller.

## Politik
- 9. juni - Europa-Parlamentsvalg afholdes i Danmark.
- 14. juni - på et pressemøde på Frederiksberg meddeler statsminister Poul Nyrup Rasmussen, at han og Lone Dybkjær er blevet viet en måned tidligere i dybeste hemmelighed

## Sport
- 30. januar – Super Bowl XXVIII Dallas Cowboys (30) besejrer Buffalo Bills (13).
- 11-27. februar – Vinter OL afholdes i Lillehammer, Norge
- 13. marts - den 29-årige svagtseende danske psykologistuderende Anne-Mette Bredahl vinder guld i 7,5 km skiskydning ved Handicap-OL i Lillehammer, Norge
- 1. maj - Ayrton Senna trefoldig Formel 1 verdensmester omkommer på Imola-banen i Italien
- 11. juni - den engelske fodboldspiller Bobby Charlton slås til ridder
- 17. juli - Brasilien vinder VM i fodbold i USA
- 23. august - på Sicilien vinder Alex Pedersen VM i landevejscykling for amatører
- 12. oktober - Danmarks fodboldlandshold vinder en EM-kvalifikationskamp i Parken mod Belgien med 3-1 efter at have været bagud med 0-1. Målene bliver scoret af Kim Vilfort, John Faxe Jensen og Mark Strudal
- 11. november – Bokseren Gert Bo Jacobsen bokser om EM-titlen i let-weltervægt mod den fransk-baserede marokkaner Khalid Rahilou, men bliver stoppet allerede i 3. omgang.
- 7. december - Odense Boldklub slår Real Madrid ud af UEFA Cuppen ved at vinde 2-0 på Santiago Bernabeu. Målene blev sat ind af Ulrik Pedersen og Morten Bisgaard.
- Commonwealth Games afholdes i Victoria, British Columbia, Canada.
- Miguel Indurain vinder Tour de France. Bjarne Riis bliver nummer 14.
- En strejke blandt baseball-spillerne i USA resulterer i aflysning af Baseball-serien, for første gang siden 1904

## Film
- 15. april - den polske filminstruktør Krzysztof Kieslowski modtager Sonningprisen på 500.000 kr.
- 4. juni – MTV Movie Awards 1994 afholdes

## Musik
- 30. april – Irland vinder for tredje år i træk årets udgave af Eurovision Song Contest med sangen "Rock 'n' Roll Kids" af Paul Harrington og Charlie McGettigan. Danmark var ikke kvalificeret til årets konkurrence, som blev afholdt i Dublin, Irland
- Kim Larsen: Hvem kan sige nej til en engel
- tv•2: Verdens lykkeligste mand
- Diverse kunstnere: Pa-Papegøje!

## Nobelprisen
- Fysik – Bertram N. Brockhouse, Clifford G. Shull
- Kemi – George A. Olah
- Medicin – Alfred G. Gilman, Martin Rodbell
- Litteratur – Kenzaburo Oe
- 14. oktober - Fred – Yasser Arafat (Palæstina), Shimon Peres (Israel) og Yitzhak Rabin (Israel)
- Økonomi – Reinhard Selten, John Forbes Nash, John Harsanyi